# Katla
El volcán Katla es uno de los volcanes más poderosos del sur de Islandia, localizado bajo el glaciar Mýrdalsjökull. Desde el año 930 se han documentado dieciséis erupciones del Katla, la última de las cuales tuvo lugar en 1918.
Tiene una altura de 1.450 m y su caldera es de 10 km de diámetro. Su periodo entre erupciones es de 40 – 80 años. Dado que su última erupción tuvo lugar en 1918, este volcán está estrechamente monitorizado. Forma junto con el cañón Eldgjá un sistema volcánico.
Antes de que se construyera el Hringvegur (la carretera principal alrededor de la isla), atravesar las llanuras situadas frente al volcán era peligroso debido a los frecuentes jökulhlaups (inundaciones glaciares) y los profundos ríos que había que cruzar. Especialmente peligrosa fue la corriente glaciar tras la erupción de 1918, cuando la línea de costa quedó ampliada en 5 km por depósitos de corrientes laháricas. Los lahares de esa erupción llegaron a cubrir una superficie de 125 km² de extensión.

## Panorama
Vistas del volcán Katla desde Dyrhólaey.

Katla desde Dyrhólaey.